# Суспільне Хмельницький
«Суспільне Хмельницький» (Фі́лія АТ «НСТУ» «Хмельницька регіона́льна дире́кція») — українська регіональна суспільна телерадіокомпанія, філія Національної суспільної телерадіокомпанії України, до якої входять однойменний телеканал, радіоканал «Українське радіо Хмельницький» та діджитал-платформи, які мовлять на території Хмельницької області.

## Загальні дані
Хмельницька регіональна дирекція «UA: Поділля» розташована в самому середмісті Хмельницького в окремій спеціально обладнаній будівлі (колишній Обласний Будинок політпросвіти) за адресою: вул. Володимирська, буд. 92, м. Хмельницький, 29000, Україна.
Виконавча директорка філії «Поділля-центр» — Колісніченко Тетяна Сергіївна.

## Історія
Перші позивні обласного радіо пролунали ще у 1937 році в Кам'янці-Подільському, тодішньому центрі новоствореної області.
Із 1944 року редакція обласного радіо, нині один з підрозділів «Суспільне Хмельницький», працює у м. Хмельницькому.
У 1991—1992 роках було створено студію телебачення як підрозділ Хмельницького обласного державного телерадіооб'єднання, яке у 1996 році отримало статус обласної державної телерадіокомпанії.
З 1 жовтня 2018 року телерадіокомпанія є філією українського Суспільного мовлення — Національної суспільної телерадіокомпанії України.
З 17 грудня 2018 року телеканал філії мовить у 16:9.
24 червня 2019 року філія отримала назву «UA: Поділля», замість «Поділля-центр».
23 травня 2022 року в зв'язку з оновленням дизайн-системи брендів НСТУ телерадіокомпанія змінила назву на «Суспільне Хмельницький».
З 20 листопада по 18 грудня 2022 року телеканал філії транслював Чемпіонат світу з футболу 2022.
Філія Національної телекомпанії України Хмельницька регіональна дирекція «Суспільне Хмельницький» на сьогодні є єдиним місцевим мовником, теле- чи радіосигнал якого доступний майже кожному мешканцю області. Це стало можливим завдяки розгалуженій мережі теле- та радіопередавачів, встановлених на території Хмельниччини. Зокрема, телевізійний сигнал покриває близько 90 % території Хмельниччини. Радіопередавачі, встановлені в Хмельницькому та Славуті, дозволяють слухати програми ФМ–радіостанції «Поділля-центр» на 70 % території області. Передачі обласного ефірно-проводового радіо транслюють 6 ультракороткохвильових передавачів та в домівках мешканців міст і сіл області нині працює понад 100 тисяч радіоточок.
Телеканал компанії «Суспільне Хмельницький» є досить популярним у Хмельницькому та ряді райцентрів області, крім того, один з небагатьох серед державних регіональних, забезпечує своїми (та партнерськими, виробленими також регіональними ОДТРК) програмами цілодобове мовлення.

## Телебачення
«Суспільне Хмельницький» — український регіональний суспільний телеканал, який мовить на території Хмельницької області.

### Наповнення етеру
Етерне наповнення мовника — інформаційні, соціально-публіцистичні та культурно-мистецькі програми виробництва творчих об'єднань НСТУ та «Суспільне Хмельницький».
Програмне наповнення філії НСТУ «Суспільне Хмельницький» — передачі, що задовольняють найширші потреби глядачів. Телеслужби інформації завжди висвітлюють актуальні події в житті країни, регіону та обласного центру. Головними принципами роботи журналістів є оперативність, неупередженість та об'єктивність.
Крім того, «Суспільне Хмельницький» пропонує глядачам програми, які відображають весь спектр інтересів мешканців нашого краю, на будь-який смак та потребу. Це аналітичні програми, соціальні, дитячі, просвітницькі, культурно-мистецькі, музично-розважальні.

#### Програми
- «Суспільне. Студія»
- «Суспільне Новини»
- «Суспільне Спорт»
- «Тиждень. Хмельницький»

##### Архівні програми[5]
- «Новини»
- «Панорама тиждень»
- «Подільська панорама»
- «Деталі»
- «Ранок на Поділлі»
- «Книга скарг»
- «Тіні забутих злочинів»
- «Сцена»
- «Битва шкіл»
- «П'ятниця вечір»
- «Під абажуром»
- «Арт-Центр»
- «ЧИТАНОЧКА-TV»
- «Хвилини для дитини».
- «Мистецький стрій»
- «Покоління Золотої Алеї»
- «Моє право»
- «Вчитель»
- «Якби не війна»
- «Сьогодні. Головне»
- «Цимес подільської кухні»
- «Суспільне Новини. Хмельницький»
- «Інтерв'ю»

### Мовлення
Передача цифрового мовлення телеканалу відбувається в мультиплексі MX-5 (DVB-T2) у форматі 1080i 16:9. Трансляція мовника також доступна на сайті «Суспільне Хмельницький» в розділі «Онлайн».

#### Цифрове мовлення
- Хмельницький — 50 ТВК
- Кульчіївці — 44 ТВК
- Полонне — 58 ТВК
- Білогір'я — 34 ТВК

## Радіо
У Хмельницькій області НСТУ мовить на радіоканалі «Українське радіо Хмельницький».

### Мовлення
- Волочиськ — 100,8 МГц
- Кам'янець-Подільський — 101,5 МГц
- Полонне — 68,06 МГц
- Славута — 104,4 МГц
- Старокостянтинів — 104,2 МГц
- Хмельницький — 104,6 МГц
- Чемерівці — 70,88 МГц

## Діджитал
У діджиталі телерадіокомпанія «Суспільне Хмельницький» представлена вебсайтом та сторінками у Facebook, Instagram, YouTube та Telegram. Крім того, на сайті «Суспільне Новини» є розділ про новини Хмельниччини.
Станом на лютий 2023 року сумарна авдиторія «Суспільне Хмельницький» у соцмережах налічує близько 110 тисяч підписників.

## Логотипи
Телерадіокомпанія змінила 3 логотипи. Нинішній — 4-й за рахунком.
| Логотип | Опис                                              |
| ------- | ------------------------------------------------- |
|         | Логотип з січня 2014 року по 30 березня 2015 року |
|         | Логотип з 30 березня 2015 по 31 липня 2019 року   |
|         | Логотип з 1 серпня 2019 по 22 травня 2022 року    |
|         | Логотип з 23 травня 2022 року по теперішній час   |

### Хронологія назв
| Дата      | Назва                    |
| --------- | ------------------------ |
| 2001—2019 | «Поділля-центр»          |
| 2019—2022 | «UA: Поділля»            |
| з 2022    | «Суспільне Хмельницький» |